# 江ノ島ベイビィ
『江ノ島ベイビィ』（えのしまベイビィ）は、ボイスドラマ、コミック、イラスト、ノベル、ネットラジオの分野に展開するArpeggio原作の作品。シナリオは沢村奈唯。イラストはおーじ。

## 作品概要
2007年末現在、ドラマCD vol.1が発売されている。また、月刊コンプエースVOL.008にて読みきり漫画（作画：歩鳥）が掲載された。主演の阪田佳代、門脇舞によるインターネットラジオ「江ノ島ベイビィラジオ」も放送された。

## あらすじ
神奈川県藤沢市の江ノ島近くにある架空のトラットリア『Junior Sweet』で働く4人の女の子が織り成す日々の生活を描いている。物語は、東京都江古田の実家から家出してきたヒキコモリ少女・山崎葉月が、江ノ島に住み始めて2週間後からの出来事が語られている。

## 登場人物
山崎 葉月（やまざき はづき）
声：阪田佳代
15歳の高校1年生。とある事情で学校に行くのが怖くなり、1ヶ月ほど引きこもった後、そんな自分が嫌になり家出し、江ノ島へ流れ着く。実家は東京都江古田にある。みさのお隣さんである和田節子の家に下宿している。
一人称は「ボク」。普段は明るく素直な性格であるが、ひねくれると小言が多く理屈っぽくなる。仕事仲間の拓海とともに最年少ウェイトレスであるが、2歳年上の雪野とよく些細なことで喧嘩している。
好きなアーティストはミッシェル・ガン・エレファント。愛用のギターはFender Mex '50s Stratocaster（みさから譲り受けたものらしい）で、現在練習中。
理由は不明だが、日本語の名詞の後にその名詞を英語で繰り返す癖がある。
鶴川 雪野（つるかわ ゆきの）
声：後藤邑子
17歳の高校2年生。キレイ系の外見を自覚し、そう見られるよう努力している。
葉月の喧嘩友達であり仕事上の先輩でもある。喧嘩の発端は、葉月のひねくれぶりに雪野が我慢ならないことにあるらしい。拓海に対しては、実の妹のように接している。
趣味は、ペットボトル貯金と自転車運転。後者は履歴書の特技の欄に書くほどで、ママチャリでアクセルターンを披露したりするが少々荒っぽく、すぐ壊しては新しいママチャリに買い換えている。
吉野 拓海（よしの たくみ）
声：門脇舞
15歳の高校1年生。鎌倉市にある某有名女子校に通っている超美少女。その容姿は、将来のミス･江ノ島は確実だと言われるほどである。「吉野拓海を愛でる会」なる私設ファンクラブがあるらしく、そのメンバーがバイト先に現れることもある。
その外見とは裏腹に、兄の影響で鉄ヲタ（乗り鉄）であり、特に江ノ電に関してはかなりのものである。よくバイト先のバックルームや駐輪場に、Nゲージを展開していることからもそれが窺える。よく「トロリーポール」や「湘南カラー」といった江ノ電に関係する鼻唄を口ずさんでいる。
柿生 みさ（かきお みさ）
声：水橋かおり
25歳のフリーター。大卒。「Junior Sweet」の最年長ウエイトレスであり、他の3人の姉貴分となっている。
江ノ島に親元で実家暮らししている。葉月の下宿先の部屋とは窓越しに会話が出来る。
自作自演系ロックンローラーでエレキギターによる弾き語りをしている。出没場所は、藤沢、海老名、町田、平塚、横浜など。愛用のギターはリッケン620。
喫煙者でキャプテンブラックやラッキーストライクといった銘柄を好んで吸っている。

## CD

### 主題歌
「Rains」
- 作詞･歌：みとせのりこ
- 作・編曲：細井聡司

### スタッフ
- 企画・原作：Arpeggio
- シナリオ：沢村奈唯
- キャラクターデザイン・イラスト：おーじ
- デザインワークス：inor
- 音楽：on-saw
- 編集：MINA
- 音響製作：ダックスプロダクション